# 伐致呵利
伐致呵利（天城体：भर्तृहरि，Bhartṛhari，頗爾特哩-訶利，570年—651年）是古印度在公元7世紀時的語法學家、詩人及印度教哲學家。義淨曾在他的著作說他是一位佛教徒，其實是一個誤會。
印度同期歷史上有兩位頗爾特哩-訶利，一位是語言學家，其代表作是《文章单语篇》(Vākyapadīya)；一位是詩人，其代表作是《三百咏》（Śatakatraya）。
伐致呵利出身貴族，在印度中西部城市、當時摩腊婆的优禅尼（最胜城）出生。在當時，优禅尼是印度的科學及文化中心。據說伐致呵利曾七次嘗試出家去過寺院生活，最終成為一名瑜伽修行者。
他的著作《文章单语篇》(Vākyapadīya)是第一部論述語言哲學的重要著作，透過整理梵語而提出的語言發展理論。他認為，語言的發展可以分為以下三個階段：
1. 使用者的概念化（Paśyanti）
2. 说语言的演绎过程（Madhyamā）
3. 解释者的理解（Vaikharī）

在诗歌成就方面，他的主要著作是《三百咏》（Śatakatraya）。

## 资料来源
- 《梵语文学史》，金克木著，江西教育出版社，ISBN 7539231505/I351·092